# Rio Içá
O rio Putumayo, conhecido como rio Içá ou rio do Içá em seu trecho brasileiro, é um dos mais importantes afluentes do rio Amazonas. É paralelo ao rio Japurá.

## Percurso
O Putumayo/Içá tem 1 645 km de extensão. Nasce nos contrafortes andinos do Colômbia, corre em direção sudeste, faz uma parte da divisa entre a Colômbia e o Equador e a maior parte da fronteira entre a Colômbia e o Peru. Após entrar no território brasileiro, passa a se chamar Içá. Desagua no rio Amazonas próximo da cidade de Santo Antônio do Içá, possuindo, nessa altura, 700 metros de largura e 55 metros de profundidade. É navegável quase na sua totalidade.

## Etimologia
"Içá" procede do termo tupi antigo ysá, que designa a fêmea da saúva.